# ネパールの国旗
ネパールの国旗（ネパールのこっき）は、ネパール王国の王家と宰相家が使用していた2つの三角旗を組み合わせて簡略化したことに由来している。世界で唯一、四角形でない国旗である。
国旗の真紅は、ネパールの国花であるシャクナゲの色であり、ネパールのナショナルカラーでもある。また、赤は国民の勇敢さを、縁取りの青は平和を、それぞれ意味している。2つの三角形はヒマラヤ山脈の山並みを象るとともに二大宗教であるヒンドゥー教と仏教を意味しており、月と太陽はこの国が月や太陽と同じように持続し発展するようにという願いが込められている。

## 歴史

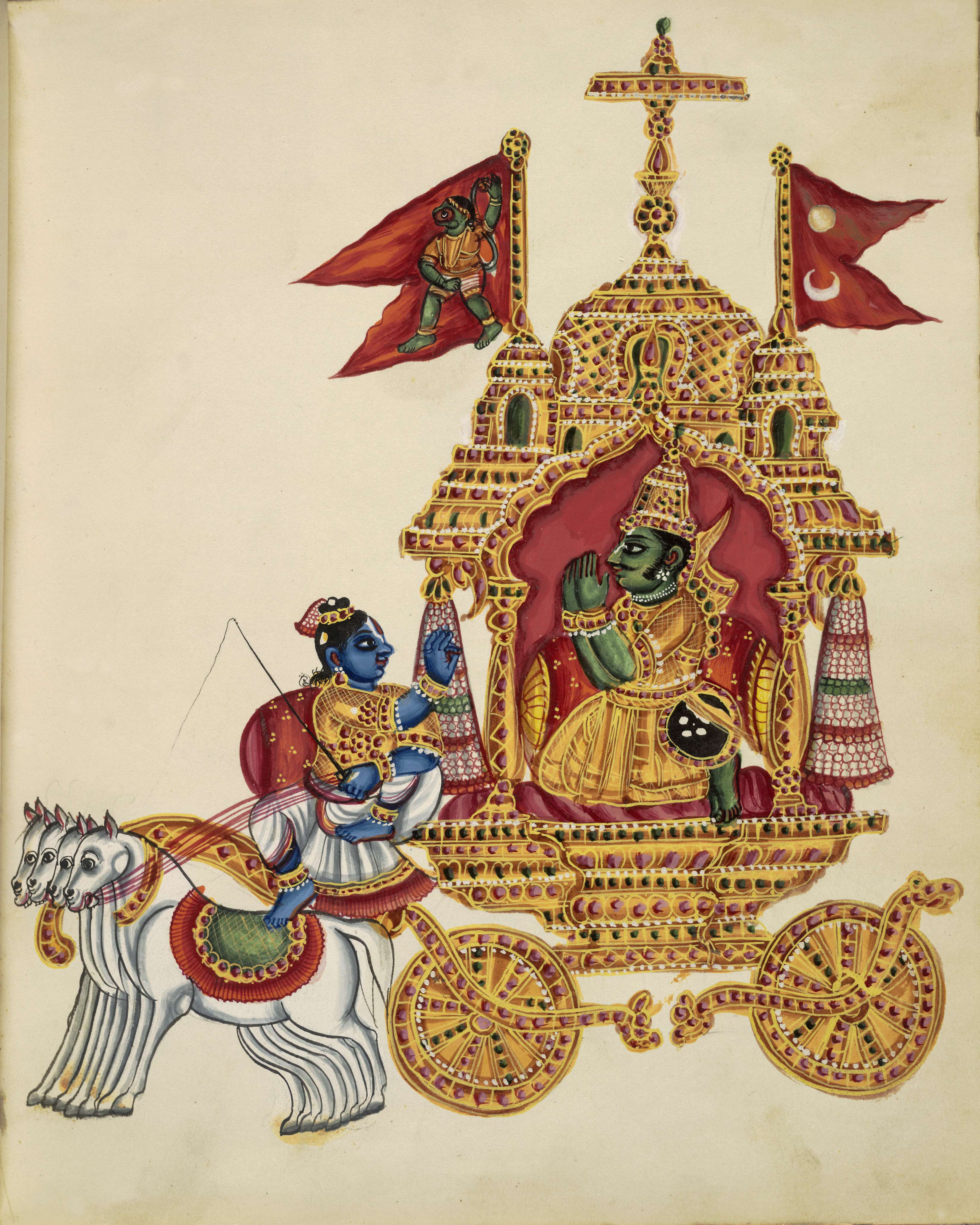
馬車に乗ったアルジュナに御者を務めるクリシュナが教えを説いているバガバッド・ギーターのワンシーン。
左側の旗には神猿ハヌマーン、右側の旗には「太陽」と「月」が描かれている。

三角旗という形状や、三日月や太陽のデザインは、ヒンドゥー教の旗としてはよく見られるものである。19世紀にインドで描かれた宗教画にもよく似た旗が描かれている。かつては、月と太陽の中には人の顔が描かれていた。
ネパール王国（ゴルカ朝）は、1768年に全国を統一したシャハ家が王位を継承したが、19世紀半ば以降20世紀半ばまでラナ家が宰相職を世襲し、実質的にネパールを支配した。もともと三日月はシャハ家（王家）を、太陽はラナ家（宰相家）を意味しており、単独の三角旗としてはそれぞれ約200年にわたって使用されていた。ラナ家が実権を握った19世紀以来、ネパール王国の旗として両家の旗を重ねた二重三角旗が使われるようになった。
1951年のトリブバン国王によるシャハ家の王政復古、1960年のマヘンドラ国王による「国王のクーデター」を経て、1962年12月16日に現行の国旗が制定された。月と太陽の顔（目、鼻、口など）は、この時に取り除かれている（なお、顔のある太陽と月は国王旗には残っていた）。
携帯電話やFacebookなどのウェブサイトで利用可能な絵文字においては、右側に余白を設けて長方形にしてあるものがあり、リオデジャネイロオリンピックでは、この様式にした旗が閉会式で用いられた。国際オリンピック委員会(IOC)の規定では国旗を縦2：横3の比率で表示するという規則があるためだが、この措置については国旗学者がIOCに苦言を呈したこともある。その後、ネパールの国旗に関してIOCは例外扱いとしている。
- ?ネパール王国の国旗（19世紀 - 1962年）
- ? ムスタン王国の旗
- 時折用いられる、右側に余白を設けて長方形にした国旗

## 国旗のレイアウト

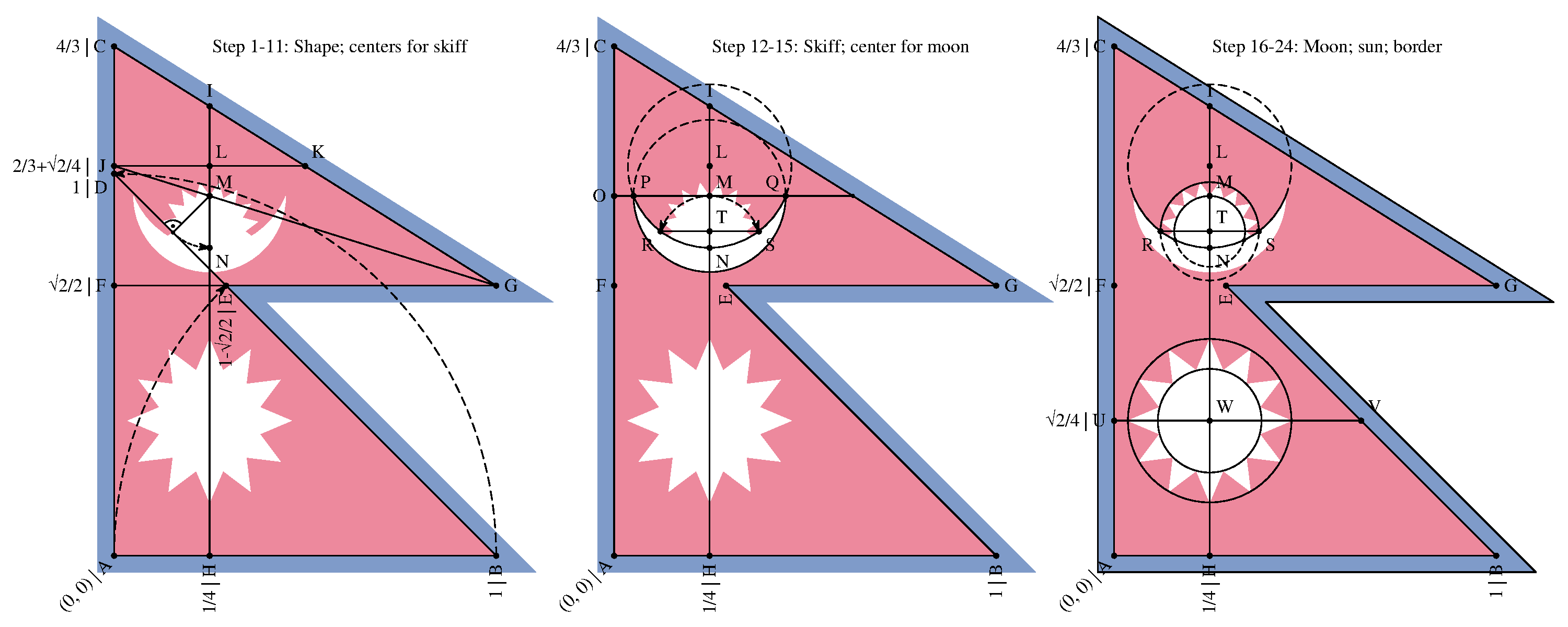
レイアウトの全体像

ネパールの国旗に関する正確な幾何学的記述は、1990年11月9日に採択された従来のネパール王国憲法の別表1や、2015年9月20日に採択されたネパール憲法の別表1に明示されている。

### アスペクト比
法に基づいて国旗を作成したとき、横の最長の長さと縦の長さとのアスペクト比は、
{\displaystyle 1:{\frac {6136891429688-306253616715{\sqrt {2}}-{\sqrt {118-48{\sqrt {2}}}}\left(934861968+20332617192{\sqrt {2}}\right)}{4506606337686}}} ≈ 1:1.21901033…（オンライン整数列大辞典の数列 A230582）
となり、無理数を含む。
後項は、四次多項式
{\displaystyle 243356742235044r^{4}-1325568548812608r^{3}+2700899847521244r^{2}-2439951444086880r+824634725389225}
の最小の根である。
これは、真紅の部分を作図した後、それを青の縁で囲むことに起因するものである。真紅の部分に長方形を外接させると、そのアスペクト比は、3:4（= 1:1.333…）と有理数の比になる。